# 坂本宇頭麻佐
坂本 宇頭麻佐（さかもと の うずまさ）は、奈良時代の貴族。氏は坂下とも記される。官位は従五位上・常陸守。勲等は勲六等。

## 経歴
神亀元年（724年）3月に海道の蝦夷が反乱を起こして、陸奥大掾・佐伯児屋麻呂を殺害する。宇頭麻佐は反乱鎮圧のために編成された持節大将軍・藤原宇合以下の遠征軍に従軍し、11月に帰還。この功労により翌神亀2年（725年）正月に勲六等の叙勲を受け、賜田2町をあたえられた。
神亀5年（728年）中央豪族に対して初めて外位の五位の位階が与えられた際、宇頭麻佐は外従五位下に叙せられる。翌神亀6年（729年）長屋王の変後に行われた叙位にて内位の従五位下となった。天平5年（733年）従五位上に昇進する。
天平9年（737年）正月に陸奥按察使兼鎮守将軍・大野東人が多賀柵から出羽柵への直通連絡路を開通させるために、その経路にある男勝村の征討許可を朝廷に申請する。これに応じて持節大使に藤原麻呂、副使に宇頭麻佐と佐伯豊人が任じられ陸奥国へ派遣される。4月に蝦夷の動揺を抑えるため諸城柵の守備を固めた際には、宇頭麻佐は兵を率い陸奥玉造郡にある玉造柵の守備を担当した。

## 官歴
『続日本紀』による。
- 時期不詳：従六位下
- 神亀2年（725年） 閏正月22日：勲六等、賜田2町
- 時期不詳：正六位上
- 神亀5年（728年） 5月21日：外従五位下
- 神亀6年（729年） 3月4日：従五位下
- 天平5年（733年） 3月14日：従五位上
- 時期不詳：常陸守
- 天平9年（737年） 正月22日：陸奧持節副使